# Đura Jakšić
Đura Jakšić, även Djura Jakšić, serbisk kyrilliska Ђура Јакшић, född 27 juli 1832, död 16 november 1878, var en serbisk konstnär, författare, poet, bohem och patriot, en av huvudrepresentanterna för den serbiska romantiken.
Jakšić föddes i Srpska Crnja i ett hus som numera är ett museum. I hans hemstad hålls varje år en festival där unga poeter deltar och tävlar om hans pris. Han studerade konst i bland annat Wien och München och blev senare lärare och professor. Många skolor och gymnasier i Serbien och före detta Jugoslavien har fått namn efter honom. Han skrev tre dramer ("Stanoje Glavaš", "Seoba Srba", och "Jelisaveta") en novell och ca 40 historier.